# اچ‌ام‌اس پرومتئوس (۱۸۹۸)
اچ‌ام‌اس پرومتئوس (۱۸۹۸) (به انگلیسی: HMS Prometheus (1898)) یک کشتی بود که طول آن ۳۱۳ فوت ۶ اینچ (۹۵٫۵۵ متر) بود. این کشتی در سال ۱۸۹۸ ساخته شد.